# Dichaea rubroviolacea
Dichaea rubroviolacea är en orkidéart som beskrevs av Dodson. Dichaea rubroviolacea ingår i släktet Dichaea och familjen orkidéer. Inga underarter finns listade i Catalogue of Life.